# Parcul Național Alberto De Agostini
Parcul Național Alberto De Agostini (span. Parque Nacional Alberto De Agostini) are suprafața de 14.600 km² fiind situat în sudul statului Chile, în regiunea Región de Magallanes y de la Antártica Chilena din provincia  „Territorio Antártico Chileno“.
El se află la ca. 80 km de orașul cel mai mare din Țara de Foc, Porvenir (6.400 loc.). Pe teritoriul se află ghețari Agostini și Marinelli. Parcul se întinde de fapt pe tot teritoriul Țării de Foc, cuprinzând munții Cordilierii Darwin cu cel mai înalt vârf al lor Cerro Darwin (2.488 m). Flora și fauna parcului este tipică regiunii subpolare cu foci și lutre de mare sud-americane.
Coordonate: 54° 42′ S, 69° 33′ W
1. 1 2  National Forest Corporation, accesat în 31 mai 2024